# Vietteria
Vietteria é um gênero de traça pertencente à família Arctiidae.